# Chiesa dei Santi Claudio e Andrea dei Borgognoni
La chiesa dei Santi Andrea e Claudio dei Borgognoni è un luogo di culto cattolico di Roma, sito nel rione Trevi in piazza San Claudio, adiacente a piazza San Silvestro.

## Storia
La chiesa è legata ai Borgognoni che, verso la fine della guerra dei trent'anni, in circa dodicimila emigrarono a Roma, unendosi a una comunità di commercianti e banchieri che più di cento anni prima si era stabilita nella città attorno alla attuale via del Corso. I borgognoni nel 1652 si costituirono in confraternita acquistando un oratorio nella zona da loro abitata nei pressi dell'attuale piazza San Silvestro. Nel 1662 accanto alla chiesa fu aperto un ospizio per i pellegrini. Papa Innocenzo XI proclamò l'oratorio chiesa nazionale dei Borgognoni.
Nel 1726 fu demolita l'antica chiesa seicentesca e nel giugno del 1728 iniziarono i lavori del nuovo edificio, affidati dapprima a Sebastiano Cipriani e completati poi da Antoine Dérizet. L'edificio fu consacrato nel 1731 e dedicato ai due santi Claudio, martire del III secolo, e Andrea apostolo. Dal 1886 la chiesa è officiata dai padri sacramentini, che vi tengono la "adorazione solenne" dell'eucaristia.
È una delle 5 chiese cattoliche francofone di Roma, insieme con Trinità dei Monti, San Luigi dei Francesi, San Nicola dei Lorenesi e Sant’Ivo dei Bretoni.

## Descrizione

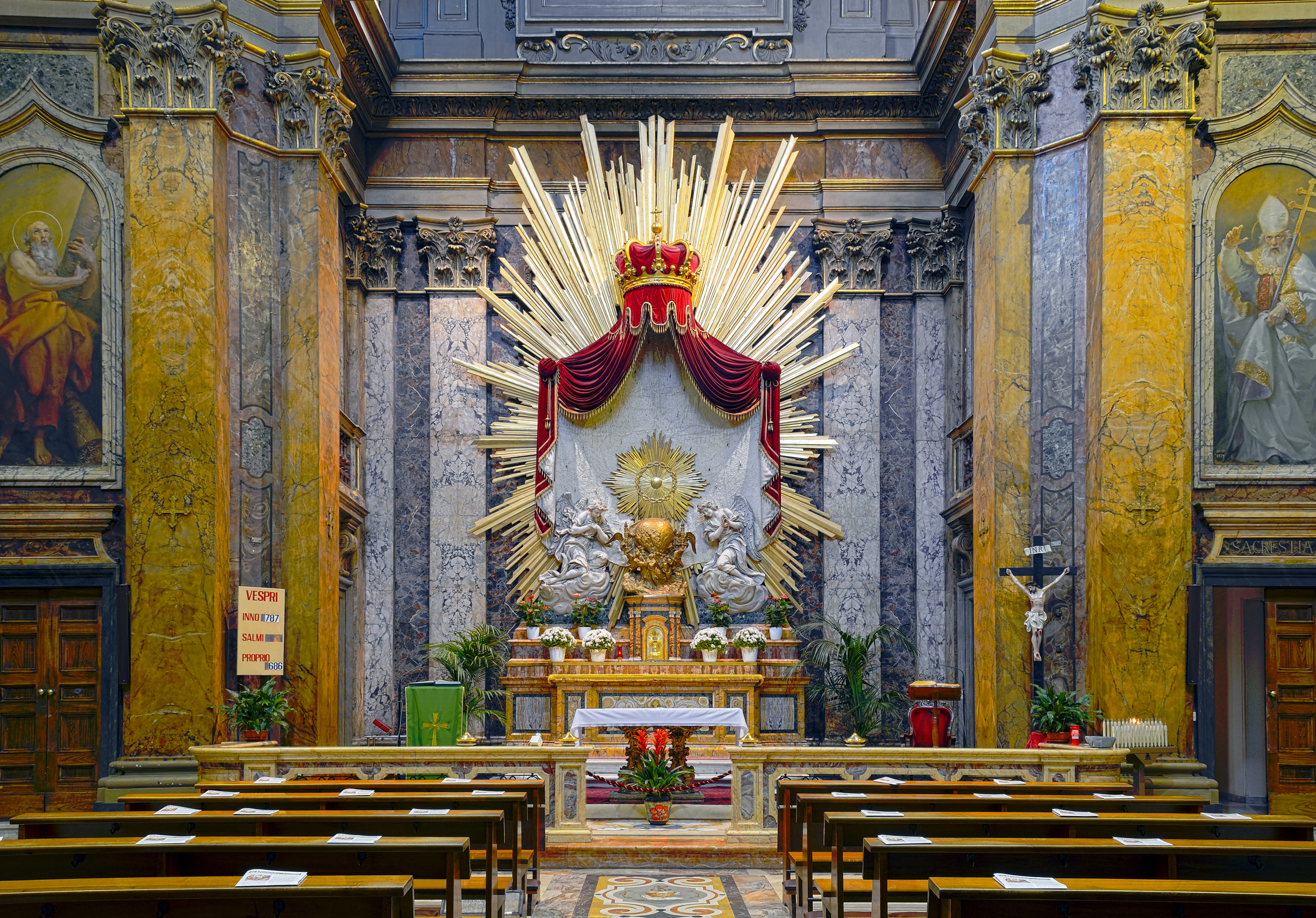
L'interno

La facciata ospita le statue dei due santi protettori della chiesa, Sant'Andrea di Luca Bréton, e San Claudio di Guglielmo Antonio Grandjacquet, entrambe del 1771.
L'interno si presenta a croce greca, con cupola emisferica; nei pennacchi sono raffigurati gli stucchi dei Quattro evangelisti; mentre nei quattro archi su cui appoggia la cupola vi sono stucchi di Angeli, allegorie della Passione, della Speranza e della Fede.
Sull'altare maggiore una scultura in bronzo raffigurante il Globo terrestre fa da trono all'esposizione eucaristica all'interno di una raggiera dorata; sopra la raggiera, un affresco di Antonio Bicchierai che raffigura L'Eterno benedicente. Nel coretto alla sua sinistra si trova l'organo a canne, opera di Carlo Vegezzi-Bossi (1910).
Nella cappella laterale sinistra vi è l'urna in marmi policromi, opera di Corrado Mezzana, con le spoglie di Pierre-Julien Eymard, fondatore dei padri sacramentini. Sopra l'altare vi è una tela di Placido Costanzi che raffigura una Visione di san Carlo Borromeo (1731). Ai lati della cappella dipinti moderni del 1939.
Nella cappella laterale destra, dedicata a san Giuseppe, vi sono opere moderne di Cleto Luzzi (1949), con Sogno di san Giuseppe e Fuga in Egitto, mentre sull'altare troneggia un San Giuseppe tra due angeli di Guido Francisci.